# Lietuvos Lyga 1936-1937
L'edizione 1936-1937 del Lietuvos Lyga fu la 16ª del massimo campionato di calcio lituano; il titolo fu vinto dal KSS Klaipeda, giunto al suo quinto titolo.

## Formula
Per la prima volta il campionato si disputò con un formato temporale europeo, cioè con stagioni divise su due anni solari (dall'autunno alla primavera). Il numero di squadre salì a 9: queste ultime si incontrarono in gare di andata e ritorno per un totale di 16 incontri per squadra. Erano assegnati due punti alla vittoria, un punto al pareggio e zero per la sconfitta.

## Classifica finale
|                     | Pos. | Squadra            | Pt | G  | V  | N | P  | GF | GS | DR  |
| ------------------- | ---- | ------------------ | -- | -- | -- | - | -- | -- | -- | --- |
| Lituania (bandiera) | 1.   | KSS Klaipeda       | 28 | 16 | 13 | 2 | 1  | 61 | 17 | +44 |
|                     | 2.   | Kovas Kaunas       | 21 | 16 | 8  | 5 | 3  | 33 | 19 | +14 |
|                     | 3.   | LFLS Kaunas        | 21 | 16 | 8  | 5 | 3  | 28 | 15 | +13 |
|                     | 4.   | MSK Kaunas         | 20 | 16 | 8  | 4 | 4  | 17 | 12 | +5  |
|                     | 5.   | CJSO Kaunas        | 18 | 16 | 6  | 6 | 4  | 16 | 17 | -1  |
|                     | 6.   | LGSF Kaunas        | 13 | 16 | 6  | 1 | 9  | 23 | 24 | -1  |
|                     | 7.   | Svyturys Klaipeda  | 10 | 16 | 4  | 2 | 10 | 18 | 30 | -12 |
|                     | 8.   | Tauras Kaunas      | 8  | 16 | 3  | 2 | 11 | 20 | 37 | -17 |
|                     | 9.   | Saulys Marijampole | 5  | 16 | 0  | 5 | 11 | 10 | 55 | -45 |